# جسيمات معلقة
الجسيمات المعلقة (أو الدقائق ) هي جسيمات صلبة أو سائلة ذات أبعاد مجهرية ومعلقة في غلاف الأرض الجوي. عادةً ما يستخدم مصطلح الهباء الجوي (أو الضبوب) لوصف حالة مزيج الجزيئات والجسيمات المعلقة في الهواء، وذلك في حالة منفصلة مقابلة للجسيمات المعلقة بحد ذاتها. يمكن أن يكون مصدر الجسيمات المعلقة طبيعياً أو بشرياً؛ وعموماً يمكن أن يكون للجسيمات المعلقة تأثير على البيئة.
يمكن للجسيمات المعلقة أن تدخل إلى المجاري التنفسية، مما قد يشكل خطراً على الإنسان؛ ويمكن أن تصنف إلى جسيمات خشنة، يتراوح نصف قطرها من 2.5 إلى 10 ميكرومتر، وجسيمات ناعمة دقيقة، نصف قطرها أقل من 2.5 ميكرومتر.

## اقرأ أيضاً
- هباء جوي
- مستعلق
- مقياس رينجلمان
- اعتلال البلورات